# Eddy Blackman Stadion
Eddy Blackman Stadion is een multifunctioneel stadion in Livorno, een van de stadsressorten van Paramaribo in Suriname. Het is de thuisbasis van Tweede Divisie club SCVS Takdier Boys en Eerste Klasse clubs, SV Jai Hanuman en SCSV Kamal Dewaker. 
Het stadion werd gebouwd door Badrinath Durga, die zich al vele jaren inzet voor de sociale ontwikkeling van Livorno. 

## Locatie
Het Eddy Blackman-stadion ligt in het noordwesten van Livorno aan de Botromankiweg, vlak bij de Martin Luther Kingweg, net ten zuiden van de hoofdstad Paramaribo. 